# Александър фон Розен
Александър фон Розен (на немски: Alexander von Rosen, на руски: Александр Владимирович Розен) е руски офицер (генерал-майор) и благородник (барон).
Роден е на 18 октомври 1779 година в Острогожск в семейството на Волдемар фон Розен, балтийсконемски благородник, командващ местния хусарски полк. По-малкият му брат Георг Андреас фон Розен също е изтъкнат военачалник. Постъпва в армията през 1787 година, участва в Революционните и Наполеоновите войни, като първоначално е адютант на Александър Суворов.
Александър фон Розен умира на 20 август 1832 година в Санкт Петербург.